# 二条院讃岐

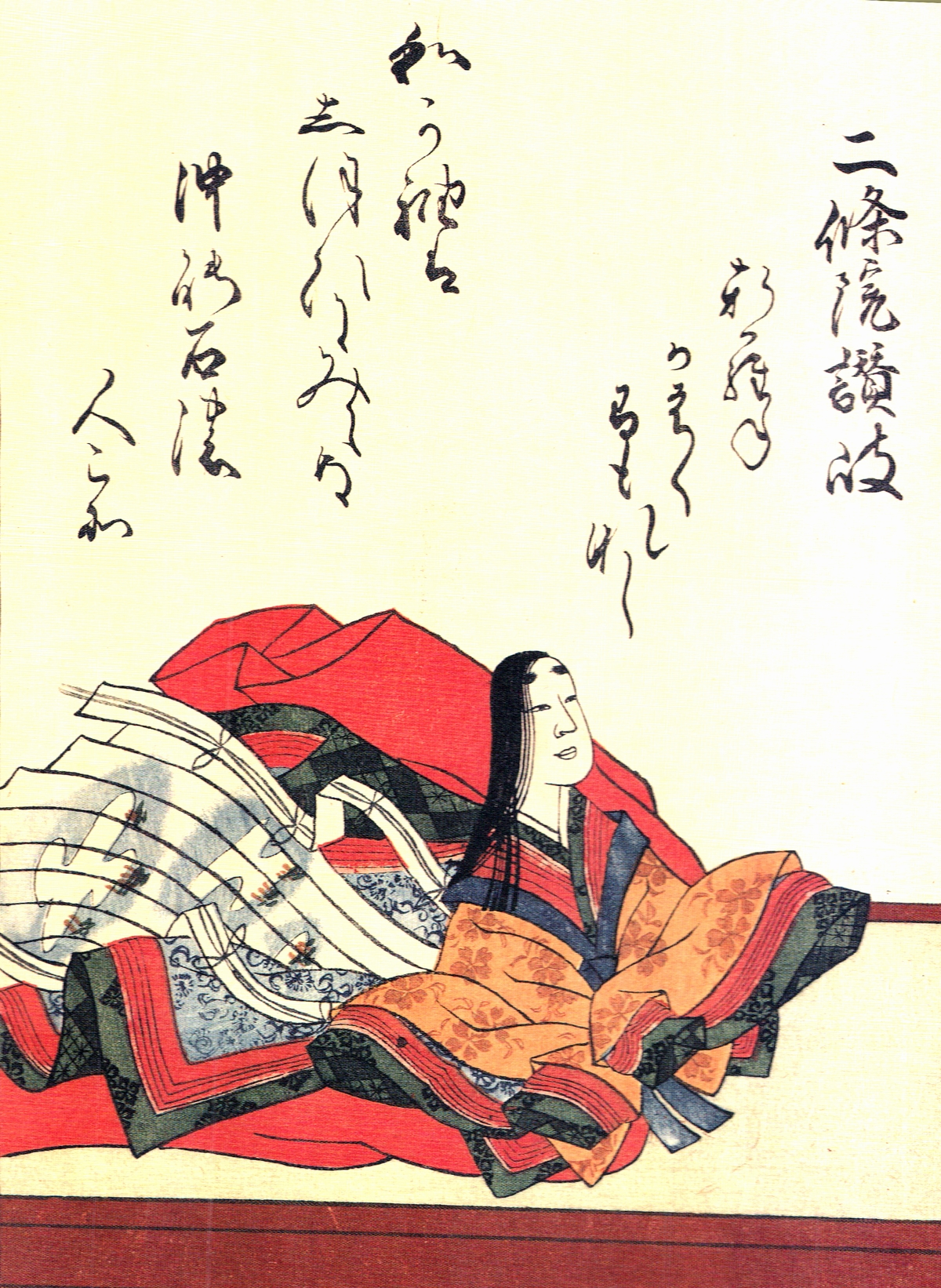
二条院讃岐 - 土佐光貞画 芝山持豊筆 文化五年版百人一首

二条院讃岐（にじょういんのさぬき、生没年不詳：永治元年（1141年）頃 - 建保5年（1217年）以降）は、平安時代末期から鎌倉時代前期にかけての歌人である。女房三十六歌仙の一人。父は源頼政、母は源斉頼の娘。同母兄に源仲綱があり、従姉妹に宜秋門院丹後がある。内讃岐、中宮讃岐とも称される。

## 経歴
保元3年（1158年）の二条天皇即位と同じ頃に内裏女房として出仕したと見られる。父頼政は、二条天皇を養育した鳥羽法皇と美福門院に近侍していた。永万元年（1165年）の二条院崩御後は、勧修寺流の実務官僚・藤原重頼と結婚、重光・有頼らの母となった。重頼は父頼政や兄仲綱等と同じく、二条天皇や高倉天皇、後白河院等に近侍し、頼政等との直接の交流も深かった。
平治元年（1159年）以降、二条天皇の内裏和歌会（「内の御会」）にたびたび出席し、内裏歌壇での評価を得た。また、父頼政や兄仲綱と並び、俊恵の歌会グループ歌林苑にも参加した。俊恵の弟子鴨長明の 『無名抄』（1211年頃成立）によれば、俊恵は讃岐の「一夜とて夜離れし床の小筵に やがても塵の積りぬる哉」という歌を、恋歌の「おもて歌」（代表歌）と評価し、自らの編んだ私撰集『歌苑抄』に収めたという（代々恋歌秀歌事）。承安2年（1172年）頃成立した、同時代の有名な歌人20人を論じる『歌仙落書』では、「風體艶なるを先として、いとほしきさまなり。女のうたかくこそあらめと、あはれにも侍るかな」と高く評価された。
治承4年（1180年）、宇治平等院での戦いにおける父兄弟の戦死を経て、寿永元年（1182年）には自撰集『二条院讃岐集』を賀茂社へ奉納し、賀茂重保の勧進する賀茂社奉納百首の歌人となる。治承・寿永の乱後、文治4年（1188年）成立の『千載集』において、勅撰集に初めて入集する。
建久元年（1190年）頃には、後鳥羽天皇中宮九条任子（宜秋門院）の女房となったと見られる。建久5年（1194年）の中宮和歌会に、同じく任子に仕える宜秋門院丹後とともに出詠したことが、任子の父・兼実の日記『玉葉』から知られ（8月11日条「女房二人〈讃岐（頼政女）、丹後（頼行女）〉」）、翌6年には「民部卿家歌合」に「中宮讃岐」の名で出詠した。『尊卑分脈』によれば、讃岐の二男・有頼は後に「宜秋門院判官代」を務め、一男・重光の子も順徳天皇皇后九条立子（東一条院）の女房となった。
後鳥羽院が譲位の頃より和歌に熱中し、歌壇が隆盛を見せる中で、讃岐も実力のある女性歌人の一人として注目され、正治2年（1200年）の『正治初度百首』の歌人23人の一人に選ばれて、歌壇への本格復帰を果たした。この頃には「むそぢ」（60歳）に近づき（『正治初度百首』詠歌）、既に出家していた（『源家長日記』）。森本元子は、九条家が失脚した建久七年の政変（1196年）の直後に出家したと推測している。建保4年（1216年）の『内裏歌合』まで歌人としての活動が確認できる。
所領に関して、承元元年（1207年）に、伊勢国小幡村（現三重県四日市市大治田）をめぐり鎌倉に出訴の旅に出ていることから、同地領家であったことが知られる（『吾妻鏡』 承元元年11月17日条、『玉葉和歌集』2076・2077番）。これらの史料によれば、以前より伊勢平氏・富田基度の押領を受けていたところ、建仁3年（1203年）末からの三日平氏の乱により富田が追討されたことに伴い、没収地に地頭が新補されることとなった。これに対し、二条院讃岐が領家として訴えを起こし、問注所執事三善善信の奉行により、地頭職の設置が停止された。
晩年の文暦2年（1235年）には、父頼政から夫重頼が継いだとも推測される若狭国宮川保（現小浜市）の地頭職を、「讃岐尼」として領知していたことが知られる。

## 逸話・伝承
二条院崩御の翌年（仁安元年（1166年）、『後白河院当座歌合』の場での、内裏歌合のベテランらしい讃岐の立居振舞が伝えられている。

### 沖の石の讃岐
『百人一首』に取られた「わか袖は塩干に見えぬ沖の石の 人こそ知らねかはくまもなし」の歌より、「沖の石の讃岐」と呼ばれる。
若狭国宮川保との縁から、福井県小浜市の矢代湾の岩礁をこの「沖の石」の由来とする見解がある。また、宮城県多賀城市八幡の沖の石を関連させる見解もある。
「沖の石」は後代、「人に知られないこと」「いつも濡れていること」、また女性器の隠語として、俳諧等で用いられる語となった。

### 遊女伝説
父頼政の死後、遊女となったという俗説があり、これを題材として杉本苑子の小説『二条院ノ讃岐』が書かれた（中央公論社、1982年）。

## 作品
『千載和歌集』以降の勅撰集、『続詞花集』・『今撰集』等の私撰集、家集『二条院讃岐集』等に作品を残している。
勅撰集
| 歌集名         | 作者名表記      | 歌数 | 歌集名         | 作者名表記 | 歌数 | 歌集名         | 作者名表記              | 歌数 |
| -------------- | --------------- | ---- | -------------- | ---------- | ---- | -------------- | ----------------------- | ---- |
| 千載和歌集     | 二条院讃岐 讃岐 | 3 1  | 新古今和歌集   | 二条院讃岐 | 16   | 新勅撰和歌集   | 二条院讃岐              | 13   |
| 続後撰和歌集   | 二条院讃岐      | 3    | 続古今和歌集   | 二条院讃岐 | 6    | 続拾遺和歌集   | 二条院讃岐              | 2    |
| 新後撰和歌集   | 二条院讃岐      | 3    | 玉葉和歌集     | 二条院讃岐 | 8    | 続千載和歌集   | 二条院讃岐              | 4    |
| 続後拾遺和歌集 | 二条院讃岐      | 3    | 風雅和歌集     |            |      | 新千載和歌集   | 二条院讃岐              | 1    |
| 新拾遺和歌集   | 二条院讃岐      | 3    | 新後拾遺和歌集 | 二条院讃岐 | 1    | 新続古今和歌集 | 二条院讃岐 二条院さぬき | 3 1  |

定数歌・歌合
| 名称             | 時期                      | 作者名表記            | 備考                   |
| ---------------- | ------------------------- | --------------------- | ---------------------- |
| 別雷社歌合       | 1178年（治承2年）         | 二条院讃岐            | 父と共に出詠           |
| 民部卿家歌合     | 1195年（建久6年）3月3日   | 中宮讃岐              |                        |
| 正治初度百首     | 1200年（正治2年）         | 讃岐 二条院女房       |                        |
| 新宮撰歌合       | 1201年（建仁元年）3月     | 讃岐 二条院官女頼政女 | 勝1                    |
| 和歌所影供歌合   | 1201年（建仁元年）8月3日  | 女房讃岐              | 藤原俊成と番い負5無判1 |
| 八月十五夜撰歌合 | 1201年（建仁元年）        | 讃岐                  | 負4                    |
| 千五百番歌合     | 1202年（建仁2年）         | 讃岐                  |                        |
| 内裏百番歌合     | 1216年（建保4年）閏6月9日 | 二条院讃岐            | 久我通光と番い負9持1   |

私撰集等
- 三百六十番歌合（1200年（正治2年））
  - 「讃岐 宜秋門院女房」名で12首

私家集
- 『二条院讃岐集』（真観本）（鎌倉時代中期写本 冷泉家時雨亭文庫 重要文化財）

### 百人一首
- 92番